# Liwa Sukur asz-Szam
Liwa Sukur asz-Szam (arab. ‏لواء صقور الشام‎, Brygada Sokołów Lewantu) – syryjska formacja militarna z muhafazy Idlibu, powołana we wrześniu 2011 w celu walki z rządem Baszszara al-Asada podczas wojny domowej w Syrii. We wrześniu 2012 bojówka opuściła struktury Wolnej Armii Syrii, zakładając zbrojną konfederację pod nazwą Syryjskiego Frontu Wyzwolenia Islamu, która 22 listopada 2013 ewoluowała w militarny pakt pod nazwą Front Islamski.

## Działalność
Ugrupowanie zostało założone we wrześniu 2011 w miejscowości Sardża w regionie Dżabal az-Zawijja w muhafazie Idlibu. Liwa Sukur asz-Szam składała się z dezerterów syryjskiej armii narodowej i cywilnych ochotników. Dowodzone przez Ahmada Abu Isę ugrupowanie, stało się największą w regionie organizacją militarną obok Syryjskiej Armii Wyzwoleńczej. Wkrótce jednostka uznała zwierzchność Wolnej Armii Syrii i Narodowej Koalicji Syryjskiej i działała w 17 podjednostkach, liczących 9000 rebeliantów.
Organizacja specjalizowała się w podkładaniu min-pułapek IED, atakach na punkty kontroli drogowej, jednak nie przeprowadzała misji samobójczych. W trakcie walki zbrojnej pod szyldem Wolnej Armii Syrii, Liwa Sukur asz-Szam prowadziła tajne negocjacje z Liwa al-Faruk spod Himsu. Owocem tych rozmów było powołanie we wrześniu 2012 bloku sunnickich organizacji pod nazwą Syryjski Front Wyzwolenia Islamu, do których przystąpiły m.in. Liwa at-Tauhid i Dżajsz al-Islam. Na czele militarnej konfederacji stanął dowódca Liwa Sukur asz-Szam, Ahmad Abu Isa. Koalicja mogła liczyć nawet 37–39 tysięcy osób, co czyniłoby ją największym ciałem militarnym syryjskiej opozycji zbrojnej. Mimo iż Liwa Sukur asz-Szam stała na czele Syryjskiego Frontu Wyzwolenia Islamu, ugrupowanie miało przedstawicielstwo w Najwyższej Radzie Wojskowej, będącej dowództwem generalnym Wolnej Armii Syrii. Przedstawiciele Brygady Sokołów, mimo wyrzeczenia się dżihadu, byli uważani za najbardziej zatwardziałych islamistów w Najwyższej Radzie Wojskowej.
Głoszone przez Ahmada Abu Isę poglądy wciągnęły konfederację w zatargi ze skrajnymi dżihadystami z Państwa Islamskiego w Iraku i Lewancie (ISIS). Liwa Sukur asz-Szam musiała uznać wyższość ISIS w potyczce o miejscowość Atma 21 listopada 2013. 
22 listopada 2013 na mocy porozumienia Syryjskiego Frontu Wyzwolenia Islamu z Syryjskim Frontem Islamskim powołano Front Islamski, w skład którego wchodziło siedem ugrupowań obok Liwa Sukur asz-Szam – Liwa at-Tauhid, Dżajsz al-Islam, Ahrar asz-Szam, Liwa al-Hakk, Ansar asz-Szam, Kurdyjski Front Islamski. Na czele Frontu Islamskiego stanął Ahmad Abu Isa, który tym samym z regionalnego dowódcy spod Dżabal az-Zawijja, stał się jednym z kluczowych graczy w syryjskim konflikcie.
3 sierpnia 2014 Liwa Sukur asz-Szam została jednym z 18 sygnatariuszów Syryjskiej Rady Dowództwa Rewolucyjnego.
Formacja znalazła się następnie w gronie oddziałów podporządkowanych Turcji; w lutym 2022 roku wraz z Ahrar asz-Szarkijja i Dżajsz asz-Szarkijja ogłosiła powołanie „Ruchu wyzwolenia i konstrukcji”, którego łączną liczebność szacowano na 7000 mudżahedinów.